# Мурзина, Елена Ивановна
Мурзина Елена Ивановна (укр. Мурзіна Олена Іванівна; 13 декабря 1936 — 7 августа 2016, Киев) — советский и украинский музыковед, этномузыколог, кандидат искусствоведения (1973), профессор, заведующая кафедрой музыкальной фольклористики (1993—2013) Национальной музыкальной академии Украины имени П. И. Чайковского.

## Биография
Окончила историко-теоретический факультет Киевской консерватории.
Работала в Национальной музыкальной академии Украины имени П. И. Чайковского. Кандидат искусствоведения, доцент (1979), профессор (2002).
Автор многочисленных статей по украинской музыке и украинскому музыкальному фольклору; участница многих фольклорных экспедиций в разных областях Украины.

## Избранные публикации
- Шевченковские циклы Клебанова и Шамо // Украинское музыковедение : Научно-методический межведомственный ежегодник. — 1966. — № 1. — С.70-79.
- Мовна інтонація в ранніх українських операх // Українське музикознавство: науковий міжвідомчий щорічник. — К.: Музична Україна, 1969. — Вип. 5.
- Сучасна українська етномузикологія в міжнародній презентації: за матеріалами 39-ї конференції Всесвітньої організації етномузикологів (ICTM), Відень, 2007 // Народна творчість та етнографія. — 2009. — № 2. — С. 111.